# José Pérez Arriagada
José Pérez Arriagada (Los Ángeles, 29 de diciembre de 1940) es un técnico agrícola, perito forestal y político chileno, militante del Partido Radical (PR). Desde marzo de 2018 hasta marzo de 2022 se desempeñó como diputado de la República por el distrito N.º 21.
Anteriormente entre 1998 y 2018 ejerció como diputado por el distrito N.º 47.
Es el actual alcalde electo de la comuna de (Los Ángeles tras obtener el 28.79 % de los sufragios en las Elecciones municipales de Chile de 2024

## Actividades profesionales
Realizó sus estudios primarios y secundarios en el Liceo Alemán de Los Ángeles y en el Liceo de Hombres de la misma ciudad. 
Trabajó en el Instituto Nacional de Desarrollo Agropecuario (INDAP) entre los años 1963 y 1965. En 1973 fue funcionario de la Compañía Manufacturera de Papeles.
Se desempeñó como director de la Corporación Nacional Forestal (CONAF) de la Región del Biobío. Realizó actividades agrícolas en la Provincia de Biobío.

## Carrera política
Inició una carrera política al ingresar al Partido Radical (PR) durante la década de 1980. Fue presidente comunal, provincial y vicepresidente nacional del partido. Fue presidente local de la Alianza Democrática (AD) y del comando por el NO en el Plebiscito de 1988.
Fue candidato a diputado por el distrito 47, correspondiente a las comunas de Antuco, Laja, Los Ángeles, Mulchén, Nacimiento, Negrete, Quilaco, Quilleco, San Rosendo, Santa Bárbara y Tucapel, durante las elecciones de 1989 y 1993, donde no resultó elegido.
Elegido Diputado por el mismo distrito 47 para el período (1998-2002). Integró las comisiones permanentes de Agricultura, Silvicultura y Desarrollo Rural; y presidió la de Defensa Nacional. También, fue miembro de la Comisión Especial de Seguridad Ciudadana.
Reelecto por el mismo distrito (2002-2006), formó parte de la Comisión Especial sobre Actuaciones de Funcionarios Públicos en el Caso Matute Johns; y en la Comisión Investigadora sobre tala ilegal del alerce. Además, fue jefe de Bancada de Parlamentarios Radicales.
En su tercer período (2006-2010), participó en la Comisión Especial para el Control del Sistema de Inteligencia del Estado. Junto con presidir las comisiones investigadoras sobre Central Pangue y la sobre irregularidades en Ferrocarriles del Estado, y la referente a Deudas Históricas. Entre el 11 de marzo de 2006 hasta el 20 de marzo de 2007, asumió como segundo vicepresidente de la Cámara de Diputados. 
En las elecciones de 2009 resulta reelecto por el mismo distrito (2010-2014), desempeñando el cargo hasta la actualidad.  Es integrante de las comisiones permanentes de Agricultura, Silvicultura y Desarrollo Rural; y de Defensa Nacional. En 2013 resultó reelecto como primera mayoría con cerca del 47% de las preferencias. Su gran votación permitió el doblaje con su compañero de lista, el actor Roberto Poblete.
El año 2017 José Perez sale reelecto, ahora en el nuevo distrito 21 (creado con la fusión de los antiguos 46 y 47, comprendiendo las provincias de Arauco, Biobío y la comuna de Lota de la provincia de Concepción), creado a partir de la reforma que puso fin al sistema Binominal.
El 2021, y luego de la entrada en vigencia de la ley que impide la reelección por más de tres periodos, José Perez al estar impedido de ser candidato a diputado nuevamente, el Partido Radical lo inscribe como candidato a Senador por la Región del Biobío por el pacto Nuevo Pacto Social, junto con los también diputados en ejercicio Gastón Saavedra (PS) y José Miguel Ortiz (PDC). En dicha elección no logra salir electo, y en marzo de 2022 deja el Congreso Nacional luego de 24 años.
A comienzos del 2024, el Partido Radical anuncia la candidatura de José Pérez a la alcaldía de la ciudad de Los Ángeles, a partir del hecho que el alcalde en ejercicio Esteban Krausse (también Radical) no podrá ir a la reelección luego de tres periodos. El 10 de abril de 2024, terminadas las negociaciones del pacto llamado desde ese día "Contigo Chile Mejor" —creado entre la Alianza de Gobierno y la Democracia Cristiana para las elecciones municipales y regionales de octubre de 2024— se proclama oficialmente a José Pérez Arriagada como el candidato del pacto para las elecciones de alcalde de la ciudad de Los Ángeles.

## Historia electoral

### Elecciones parlamentarias de 1989
- Elecciones parlamentarias de 1989, a Diputado por por el Distrito 47 (Antuco, Laja, Los Ángeles, Mulchén, Nacimiento, Negrete, Quilaco, Quilleco, San Rosendo, Santa Bárbara y Tucapel)[6]

| Candidato              | Pacto                          | Partido | Votos  | %     | Resultado |
| ---------------------- | ------------------------------ | ------- | ------ | ----- | --------- |
| Víctor Pérez Varela    | Democracia y Progreso          | ILB     | 36 941 | 26,95 | Diputado  |
| Octavio Jara Wolff     | Concertación por la Democracia | PPD     | 34 746 | 25,35 | Diputado  |
| José Pérez Arriagada   | Concertación por la Democracia | PR      | 33 447 | 24,40 |           |
| René Correa Hermosilla | Democracia y Progreso          | RN      | 23 145 | 16,89 |           |
| Raúl Armando Isla      | Alianza de Centro              | ILD     | 6687   | 4,88  |           |
| Mario Inzunza Derio    | Alianza de Centro              | AN      | 2094   | 1,53  |           |

### Elecciones parlamentarias de 1993
- Elecciones parlamentarias de 1993, a Diputado por por el Distrito 47 (Antuco, Laja, Los Ángeles, Mulchén, Nacimiento, Negrete, Quilaco, Quilleco, San Rosendo, Santa Bárbara y Tucapel)[7]

| Candidato                           | Pacto                                | Partido | Votos  | %     | Resultado |
| ----------------------------------- | ------------------------------------ | ------- | ------ | ----- | --------- |
| Octavio Jara Wolff                  | Concertación por la Democracia       | PPD     | 54 079 | 38,20 | Diputado  |
| Víctor Pérez Varela                 | Unión por el Progreso de Chile       | UDI     | 32 446 | 22,92 | Diputado  |
| José Pérez Arriagada                | Concertación por la Democracia       | PR      | 28 706 | 20,28 |           |
| Jaime Veloso Jara                   | Unión por el Progreso de Chile       | RN      | 21 600 | 15,26 |           |
| Lincoyán Colo Colo Painemal Morales | Alternativa Democrática de Izquierda | PC      | 4730   | 3,34  |           |

### Elecciones parlamentarias de 1997
- Elecciones parlamentarias de 1997, a Diputado por por el Distrito 47 (Antuco, Laja, Los Ángeles, Mulchén, Nacimiento, Negrete, Quilaco, Quilleco, San Rosendo, Santa Bárbara y Tucapel)[8]

| Candidato                | Pacto                          | Partido | Votos  | %     | Resultado |
| ------------------------ | ------------------------------ | ------- | ------ | ----- | --------- |
| Víctor Pérez Varela      | Unión por Chile                | UDI     | 43 640 | 36,28 | Diputado  |
| José Pérez Arriagada     | Concertación por la Democracia | PRSD    | 29 311 | 24,37 | Diputado  |
| Joel Arriagada González  | Concertación por la Democracia | DC      | 26 995 | 22,44 |           |
| Carlos Azócar Manríquez  | Unión por Chile                | ILB     | 6801   | 5,65  |           |
| Jorge Rodríguez Carrillo | La Izquierda                   | PC      | 6158   | 5,12  |           |
| Patricio Badilla Cofré   | Chile 2000                     | UCCP    | 3166   | 2,63  |           |
| Aída Caniu Trabol        | Humanista                      | PH      | 2530   | 2,10  |           |
| Robinson Rioseco Hahn    | Humanista                      | PH      | 1676   | 1,39  |           |

### Elecciones parlamentarias de 2001
- Elecciones parlamentarias de 2001, a Diputado por por el Distrito 47 (Antuco, Laja, Los Ángeles, Mulchén, Nacimiento, Negrete, Quilaco, Quilleco, San Rosendo, Santa Bárbara y Tucapel)[9]

| Candidato              | Pacto                          | Partido | Votos  | %     | Resultado |
| ---------------------- | ------------------------------ | ------- | ------ | ----- | --------- |
| Víctor Pérez Varela    | Alianza por Chile              | UDI     | 45 328 | 34,70 | Diputado  |
| José Pérez Arriagada   | Concertación por la Democracia | PRSD    | 40 201 | 30,77 | Diputado  |
| Juan Coronata Segure   | Concertación por la Democracia | PDC     | 25 552 | 19,56 |           |
| Luis Correa Devia      | Alianza por Chile              | RN      | 15 184 | 11,62 |           |
| Osvaldo Quezada Medina | Partido Comunista              | PC      | 4371   | 3,35  |           |

### Elecciones parlamentarias de 2005
- Elecciones parlamentarias de 2005, a Diputado por por el Distrito 47 (Antuco, Laja, Los Ángeles, Mulchén, Nacimiento, Negrete, Quilaco, Quilleco, San Rosendo, Santa Bárbara y Tucapel)[10]

| Candidato                  | Pacto                    | Partido | Votos  | %     | Resultado |
| -------------------------- | ------------------------ | ------- | ------ | ----- | --------- |
| José Peréz Arriagada       | Concertación Democrática | PRSD    | 67 053 | 48,59 | Diputado  |
| Juan Lobos Krause          | Alianza                  | UDI     | 33 274 | 24,11 | Diputado  |
| Marcelo Urrutia Burns      | Concertación Democrática | PDC     | 18 022 | 13,06 |           |
| Gonzalo Arellano Hernández | Alianza                  | RN      | 15 219 | 11,03 |           |
| Julio Aranguiz Romero      | Juntos Podemos Más       | PC      | 4425   | 3,21  |           |

### Elecciones parlamentarias de 2009
- Elecciones parlamentarias de 2009, a Diputado por por el Distrito 47 (Antuco, Laja, Los Ángeles, Mulchén, Nacimiento, Negrete, Quilaco, Quilleco, San Rosendo, Santa Bárbara y Tucapel)[11]

| Candidato                           | Pacto                         | Partido | Votos  | %     | Resultado |
| ----------------------------------- | ----------------------------- | ------- | ------ | ----- | --------- |
| Juan Lobos Krause                   | Coalición por el Cambio       | UDI     | 51 937 | 37,67 | Diputado  |
| José Pérez Arriagada                | Concertación y Juntos Podemos | PRSD    | 46 606 | 33,80 | Diputado  |
| Juan De Dios Parra Sepúlveda        | Concertación y Juntos Podemos | PS      | 23 725 | 17,21 |           |
| Daniel Badilla Alegría              | Coalición por el Cambio       | RN      | 10 039 | 7,28  |           |
| Nivia Del Carmen Riquelme Gutiérrez | Chile Limpio. Vote Feliz      | PRI     | 2433   | 1,76  |           |
| Juan José Torres Paredes            | Nueva Mayoría para Chile      | ILC     | 1698   | 1,23  |           |
| Carlos Carrasco Pantoja             | Nueva Mayoría para Chile      | PH      | 1430   | 1,04  |           |

### Elecciones parlamentarias de 2013
- Elecciones parlamentarias de 2013, a Diputado por por el Distrito 47 (Antuco, Laja, Los Ángeles, Mulchén, Nacimiento, Negrete, Quilaco, Quilleco, San Rosendo, Santa Bárbara y Tucapel)[12]

| Candidato                    | Pacto                          | Partido | Votos  | %     | Resultado |
| ---------------------------- | ------------------------------ | ------- | ------ | ----- | --------- |
| José Pérez Arriagada         | Nueva Mayoría                  | PRSD    | 53 522 | 43,41 | Diputado  |
| Cristóbal Urruticoechea Ríos | Alianza                        | ILJ     | 19 815 | 16,07 |           |
| Roberto Poblete Zapata       | Nueva Mayoría                  | ILC     | 15 802 | 12,81 | Diputado  |
| Joel Rosales Guzmán          | Alianza                        | UDI     | 14 827 | 12,02 |           |
| Enrique Krause Lobos         | Independiente (Fuera de pacto) | IND     | 10 760 | 8,72  |           |
| Juan José Torres Paredes     | Si tú quieres, Chile cambia    | PRO     | 5363   | 4,34  |           |
| Bárbara Paz Ulloa Pérez      | Nueva Constitución para Chile  | ILH     | 1995   | 1,61  |           |
| Antonio Gutiérrez Bravo      | Nueva Constitución para Chile  | ILH     | 1205   | 0,97  |           |

### Elecciones parlamentarias de 2017
- Elecciones parlamentarias de 2017, para Diputado por el distrito 21 (Alto Biobío, Antuco, Arauco, Cañete, Contulmo, Curanilahue, Laja, Lebu, Los Álamos, Los Ángeles, Lota, Mulchén, Nacimiento, Negrete, Quilaco, Quilleco, San Rosendo, Santa Bárbara, Tirúa y Tucapel)[13]

| Candidato                    | Pacto                    | Partido | Votos  | %     | Resultado |
| ---------------------------- | ------------------------ | ------- | ------ | ----- | --------- |
| Iván Norambuena Farías       | Chile Vamos              | UDI     | 33 198 | 17.42 | Diputado  |
| José Pérez Arriagada         | La Fuerza de la Mayoría  | PRSD    | 27 080 | 14.21 | Diputado  |
| Cristóbal Urruticoechea Ríos | Chile Vamos              | RN      | 22 159 | 11.63 | Diputado  |
| Manuel Monsalve Benavides    | La Fuerza de la Mayoría  | PS      | 19 626 | 10.30 | Diputado  |
| Roberto Poblete Zapata       | La Fuerza de la Mayoría  | IND-PS  | 12 309 | 6.46  |           |
| Joanna Pérez Olea            | Convergencia Democrática | DC      | 11 936 | 6.26  | Diputada  |
| Patricio Pinilla Valencia    | Convergencia Democrática | DC      | 11 551 | 6.06  |           |
| María Ríos Aycaguer          | Chile Vamos              | UDI     | 9657   | 5.07  |           |
| Rodrigo Daroch Yáñez         | La Fuerza de la Mayoría  | PPD     | 7475   | 3.92  |           |
| Marlene Guzmán Kramer        | Chile Vamos              | RN      | 5716   | 3.00  |           |

### Elecciones parlamentarias de 2021
- Elecciones parlamentarias de 2021, para la Circunscripción Senatorial nro. 10, Región del Bíobío

| Candidato                        | Pacto                    | Partido | Votos  | %     | Resultado |
| -------------------------------- | ------------------------ | ------- | ------ | ----- | --------- |
| Sebastián Keitel Bianchi         | Chile Podemos +          | EVO     | 64 261 | 11,70 | Senador   |
| Gastón Saavedra Chandía          | Nuevo Pacto Social       | PS      | 59 046 | 10,75 | Senador   |
| Pablo Riveros Quiroz             | Partido Ecologista Verde | PEV     | 40 382 | 7,36  |           |
| Antaris Varela Compagnon         | Frente Social Cristiano  | PCC     | 39 146 | 7,13  |           |
| Daniela Dresdner Vicencio        | Apruebo Dignidad         | RD      | 37 540 | 6,84  |           |
| Enrique van Rysselberghe Herrera | Chile Podemos +          | UDI     | 35 521 | 6,47  | Senador   |
| Iván Norambuena Farías           | Chile Podemos +          | UDI     | 34 818 | 6,34  |           |
| José Pérez Arriagada             | Nuevo Pacto Social       | PR      | 29 709 | 5,41  |           |
| José Miguel Ortiz Novoa          | Nuevo Pacto Social       | PDC     | 28 099 | 5,12  |           |